# Laschet-kormány
A Laschet-kormány a németországi Észak-Rajna-Vesztfália tartomány kormánya volt 2017. június 30. és 2021. október 27. között. A kormányfő Armin Laschet miniszterelnök volt. A 2017. május 14-i tartományi választáson a korábbi vörös-zöld koalíció elvesztette a többségét, és a CDU és az FDP alakított fekete-sárga koalíciót. A koalíciós pártoknak a tartományi parlamentben pontosan egy képviselőnyi szavazattöbbsége volt.
A koalíciós szerződést 2017. június 16-án mutatták be. Laschetet 2017. június 27-én választották meg miniszterelnöknek. 2017. június 30-án tették le az új kormány miniszterei a hivatali esküt, illetve ekkor nevezték ki az államtitkárokat. A Gyerek-, Család-, Menekültügyi és Integrációs Minisztérium államtitkárát és hivatalvezetőjét, Andreas Bothét csak 2017. július 6-án nevezték ki.
A 2021-es szövetségi választást követően 2021. október 25-én Armin Laschet lemondott a miniszterelnöki posztról, hogy a továbbiakban a Bundestagban tevékenykedhessen mint képviselő. Még egy napig volt ügyvezető miniszterelnökként hivatalban: október 26-án megalakult az új Bundestag, és innentől további egy napra, az új miniszterelnök megválasztásáig Joachim Stamp miniszterelnök-helyettes (FDP) lett az ügyvezető miniszterelnök. Október 27-én Hendrik Wüstöt, a észak-rajna-vesztfáliai CDU vezetőjét megválasztották miniszterelnöknek.

## Összetétel
A kabinet a következő személyekből állt:
| Hivatal | Kép                                        | Betöltő személy                                               | Párt                     | Párt         | Kép                    | Államtitkár                                                                                        | Párt         | Párt |
| --- | ------------------------------------------ | ------------------------------------------------------------- | ------------------------ | ------------ | ---------------------- | -------------------------------------------------------------------------------------------------- | ------------ | ---- |
| Miniszterelnök |                                            | Armin Laschet (2021. október 26-ig)                           |                          | CDU          |                        | Nathanael Liminski (A Kancellária vezetője, emellett 2017. augusztus 31-től médiaügyi államtitkár) |              | CDU  |
| Miniszterelnök | Andrea Milz (Sport és önkéntesség)         | Armin Laschet (2021. október 26-ig)                           |                          | CDU          |                        | |              | CDU  |
| Miniszterelnök-helyettes |                                            | Joachim Stamp (2021. október 26-tól ügyvezető miniszterelnök) |                          | FDP          |                        | Andreas Bothe (Hivatalvezető)                                                                      |              | FDP  |
| Gyerek-, család-, menekült- és integrációügyi miniszter |                                            | Joachim Stamp (2021. október 26-tól ügyvezető miniszterelnök) | Serap Güler (Integráció) | FDP          |                        | CDU                                                                                                |              |      |
| Pénzügyminiszter |                                            | Lutz Lienenkämper                                             |                          | CDU          |                        | Patrick Opdenhövel                                                                                 | CDU          |      |
| Belügyminiszter |                                            | Herbert Reul                                                  | CDU                      |              | Jürgen Mathies         | | pártonkívüli |      |
| Gazdasági, innovációs, digitalizáció- és energiaügyi miniszter |                                            | Andreas Pinkwart                                              |                          | FDP          |                        | Christoph Dammermann                                                                               |              | FDP  |
| Munka-, egészségügyi és szociális miniszter |                                            | Karl-Josef Laumann                                            |                          | CDU          |                        | Edmund Heller                                                                                      |              | CDU  |
| Oktatásügyi miniszter |                                            | Yvonne Gebauer                                                |                          | FDP          |                        | Mathias Richter                                                                                    |              | FDP  |
| Hazaügyi, önkormányzati, építésügyi és egyenjogúságügyi miniszter | Foto: Ina Scharrenbach                     | Ina Scharrenbach                                              |                          | CDU          | Foto: Dr. Jan Heinisch | Jan Heinisch                                                                                       |              | CDU  |
| Igazságügyminiszter |                                            | Peter Biesenbach                                              | CDU                      |              | Dirk Wedel             | | FDP          |      |
| Közlekedési miniszter |                                            | Hendrik Wüst                                                  | CDU                      |              | Hendrik Schulte        | | pártonkívüli |      |
| Környezet-, agrár-, természet- és fogyasztóvédelmi miniszter |                                            | Christina Schulze Föcking (2018. május 15-ig)                 | CDU                      |              | Heinrich Bottermann    | | CDU          |      |
| Környezet-, agrár-, természet- és fogyasztóvédelmi miniszter | Ursula Heinen-Esser (2018. május 24-től)   |                                                               | CDU                      |              | Heinrich Bottermann    | | CDU          |      |
| Kultúra- és tudományügyi miniszter |                                            | Isabel Pfeiffer-Poensgen                                      |                          | pártonkívüli |                        | Klaus Kaiser (A Kultúra- és Tudományügyi Minisztérium parlamenti államtitkára)                     | CDU          |      |
| Kultúra- és tudományügyi miniszter | Annette Storsberg (2021. szeptember 30-ig) | Isabel Pfeiffer-Poensgen                                      |                          | pártonkívüli |                        | | CDU          |      |
| Szövetségi, európai, nemzetközi és médiaügyekért felelős miniszter (2017. augusztus 31-ig) Szövetségi, európai és nemzetközi ügyekért felelős miniszter (2017. augusztus 31-től) |                                            | Stephan Holthoff-Pförtner                                     |                          | CDU          |                        | Mark Speich                                                                                        |              | CDU  |

## Fordítás
- Ez a szócikk részben vagy egészben  a   Kabinett Laschet című német Wikipédia-szócikk ezen változatának fordításán alapul.  Az eredeti cikk szerkesztőit annak laptörténete sorolja fel. Ez a jelzés csupán a megfogalmazás eredetét és a szerzői jogokat jelzi, nem szolgál a cikkben szereplő információk forrásmegjelöléseként.